# Ceratophyus polyceros
Espèce
Ceratophyus polyceros est une espèce d'insectes coléoptères de la famille des scarabéidés, présente en Russie et en Sibérie.

## Référence
- (en) Catalogue of Life : Ceratophyus polyceros Pallas, 1771
- (en) Fauna Europaea : Ceratophyus polyceros Pallas, 1771 (consulté le 16 mars 2023)